# Lori Sandri
Lori Sandri (29 de enero de 1949 - 3 de octubre de 2014) fue un futbolista brasileño y entrenador.
Dirigió en equipos de Brasil como el Atlético Paranaense, Criciúma, Internacional, Coritiba, Sport Recife Y Paraná. Además entrenó a selecciones, la de Emiratos Árabes Unidos.
| Futbolista                        |                            |             |
| País                              | Club                       | Año         |
| Bandera de Brasil                 | Rio Branco                 | 1969        |
| Bandera de Brasil                 | Seleto                     | 1970        |
| Bandera de Brasil                 | Athletico Paranaense       | 1971-1972   |
| Bandera de Brasil                 | Londrina                   | 1973        |
| Bandera de Brasil                 | Pinheiros                  | 1974-1976   |
| Entrenador                        |                            |             |
| País                              | Club                       | Año         |
| Bandera de Brasil                 | Uberaba                    | 1977-1978   |
| Bandera de Brasil                 | Chapecoense                | 1978        |
| Bandera de Brasil                 | Atlético Paranaense        | 1979        |
| Bandera de Brasil                 | Pato Branco                | 1980        |
| Bandera de Brasil                 | Criciúma                   | 1981        |
| Bandera de Brasil                 | Botafogo de Ribeirão Preto | 1982        |
| Bandera de Brasil                 | Atlético Paranaense        | 1983        |
| Bandera de Brasil                 | Santa Cruz                 | 1984        |
| Bandera de Brasil                 | Guarani                    | 1985-1986   |
| Bandera de Brasil                 | Criciúma                   | 1987        |
| Bandera de Arabia Saudita         | Al-Shabab                  | 1988 - 1989 |
| Bandera de Arabia Saudita         | Al-Ettifaq                 | 1990        |
| Bandera de Brasil                 | Criciúma                   | 1991        |
| Bandera de Arabia Saudita         | Al-Shabab                  | 1992-1993   |
| Bandera de Brasil                 | Criciúma                   | 1994        |
| Bandera de Arabia Saudita         | Al-Ettifaq                 | 1994        |
| Bandera de Brasil                 | Internacional              | 1995        |
| Bandera de Brasil                 | Coritiba                   | 1995        |
| Bandera de Brasil                 | Sport Recife               | 1995        |
| Bandera de Emiratos Árabes Unidos | Al-Ain                     | 1996        |
| Bandera de Emiratos Árabes Unidos | Emiratos Árabes Unidos     | 1997        |
| Bandera de Brasil                 | Juventude                  | 1998        |
| Bandera de Emiratos Árabes Unidos | Emiratos Árabes Unidos     | 1998        |
| Bandera de Arabia Saudita         | Al-Hilal                   | 1999        |
| Bandera de Brasil                 | Coritiba                   | 2000        |
| Bandera de Brasil                 | Botafogo de Ribeirão Preto | 2001        |
| Bandera de Brasil                 | Goiás                      | 2001        |
| Bandera de Japón                  | Tokyo Verdy                | 2002-2003   |
| Bandera de Brasil                 | Vitória                    | 2003        |
| Bandera de Brasil                 | Criciúma                   | 2003        |
| Bandera de Brasil                 | Guarani                    | 2004        |
| Bandera de Brasil                 | Criciúma                   | 2004        |
| Bandera de Brasil                 | Internacional              | 2004        |
| Bandera de Brasil                 | Paraná Clube               | 2005        |
| Bandera de Brasil                 | Atlético Mineiro           | 2005-2006   |
| Bandera de Brasil                 | América de Natal           | 2007        |
| Bandera de Brasil                 | Paraná Clube               | 2007        |
| Bandera de Brasil                 | Sertãozinho                | 2007        |
| Bandera de Portugal               | Marítimo                   | 2008 - 2009 |
| Bandera de Brasil                 | Santa Cruz                 | 2010        |
| Bandera de Brasil                 | Noroeste                   | 2011        |
| Bandera de Brasil                 | Botafogo de Ribeirão Preto | 2012        |